# Veronika Tájmel
Veronika Tájmel (* 23. November 1987 in Szombathely) ist eine ehemalige ungarische Fußballspielerin.

## Karriere

### Vereine
Aus der Jugendmannschaft von Viktória FC-Szombathely hervorgegangen, rückte Tájmel zur Saison 2005/06 in die erste Mannschaft auf, für die sie bis zum Saisonende 2006/07 spielte. Zur Rückrunde der Saison 2006/2007 wechselte sie zum österreichischen Bundesligisten FC Südburgenland, für den sie bis zum Saisonende 2007/08 in 19 Punktspielen zum Einsatz kam und 13 Tore erzielte.
Zur Saison 2008/09 wurde sie vom deutschen Bundesligisten TSV Crailsheim verpflichtet, mit dem sie am 17. Juli 2008 einen Vertrag unterschrieb. Vom 7. September bis zum 7. Dezember 2009 wurde sie in sieben Punktspielen eingesetzt. Am 28. Januar 2009 kehrte Tájmel zum FC Südburgenland zurück, bei dem sie knapp drei Jahre später ihre Spielerkarriere beendete.

### Nationalmannschaft
Tájmel bestritt ihr einziges Länderspiel für die Nationalmannschaft am 2. Oktober 2008 in Montereale Valcellina bei der 0:3-Niederlage gegen die Nationalmannschaft Italiens im letzten Spiel der 2. EM-Qualifikationsrunde, Gruppe 2.